# Slösäd
Slösäd är sådan säd (vete, råg, korn eller havre), som inte är fullgod med svag eller missbildad kärna. Orsakerna kan vara flera:
- För tidigt skördat, så att det inte är fullmoget (nödskörd)
- Angripen av växtsjukdom eller skadedjur, t.ex. slökornsfluga (Oscinella frit L.), gemenligen kallad frit. Ordet är besläktat med fräta. [2]
- Bemängd med ogräs
- Dålig grobarhet, och därför mindre lämpligt för utsäde

När slösäd tröskas får man slökorn.

## Egenskaper
Fullgott korn sjunker i vatten, medan slökorn flyter, och kan ösas bort med en sil. Att stjälpa säd i vatten kallas med ett gammalt uttryck att stöpa säd. Etymologiskt har detta stöp samma rot som ljusstöpning och stup = brant; "att stupa omkull".
Vattläggning av säd görs inte bara för att rensa bort dåliga korn, utan även av andra skäl:
- Underlätta groning av utsäde
- Förgroning inför mältning vid ölbryggning